# Arhopala siabra
Arhopala siabra är en fjärilsart som beskrevs av Corbet 1941. Arhopala siabra ingår i släktet Arhopala och familjen juvelvingar. Inga underarter finns listade i Catalogue of Life.